# Francesco Daveri

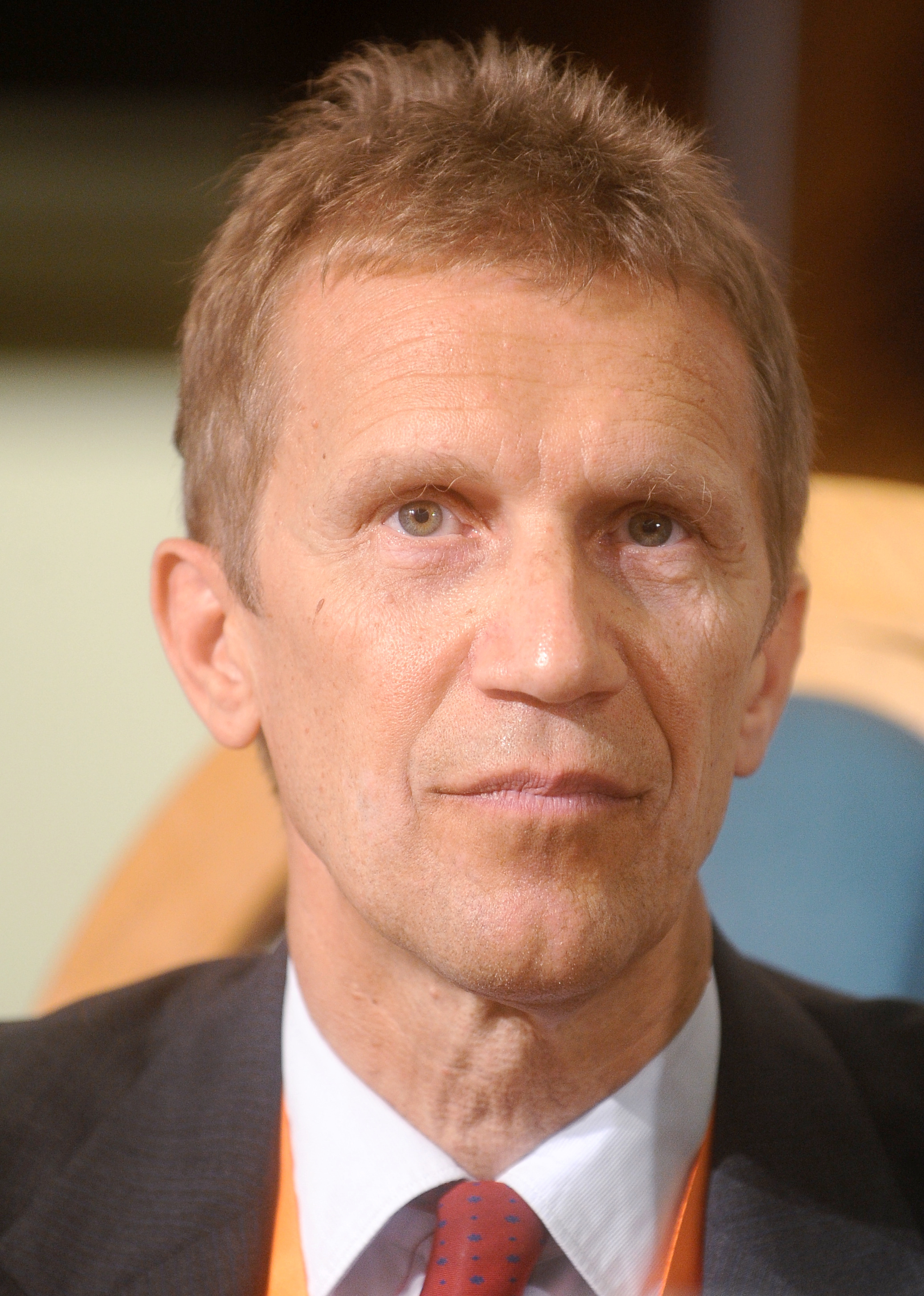
Francesco Daveri al Festival dell'Economia di Trento nel 2016

Francesco Daveri (Piacenza, 28 settembre 1961 – 29 dicembre 2021) è stato un economista italiano.

## Biografia
Fu Professor of Practice e direttore del programma Full-Time MBA Archiviato il 25 dicembre 2017 in Internet Archive. (Master in Business Administration) della SDA Bocconi School of Management dell'Università Bocconi. 
In precedenza era stato professore di Politica Economica presso l'Università Cattolica del Sacro Cuore (sede di Piacenza) (2015- 2017), l'Università di Parma (1998-2015) e l'Università di Brescia (1992-1998).
Collaborò con diverse istituzioni nazionali e internazionali tra cui la Banca Mondiale, il Ministero dell'Economia, la Commissione europea e il Parlamento Europeo. Fu autore di commenti sul Corriere della Sera nonché il managing editor del sito di informazione economica LaVoce.info. 
Come ricercatore studiò soprattutto la relazioni esistenti tra riforme economiche, innovazione, produttività e crescita economica.

## Articoli principali
- "L'ultimo atto: l'ingresso nell'euro" in "L'approdo mancato. Economia, politica e società in Italia dopo il miracolo economico"  (a cura di Franco Amatori), Annale della Fondazione Giangiacomo Feltrinelli, 2017[2]
- “Service deregulation, competition and the performance of French and Italian firms”, with Remy Lecat and Maria Laura Parisi (2016), Scottish Journal of Political Economy, 278-302

- “Experience, Innovation and Productivity: Empirical Evidence from Italy's slowdown”, with Maria Laura Parisi (2015), Industrial and Labor Relations Review, 889-915

- "The twin effects of globalization. Evidence from a sample of Indian manufacturing firms",  Francesco Daveri, Paolo Manasse e Danila Serra (2011), Rivista di Politica Economica, January-March
- "Offshoring and productivity growth in the Italian manufacturing industries", Francesco Daveri and Cecilia Jona-Lasinio, CESifo Economic Studies (2008), 54, n.3, October
- "Age, Seniority and Labour Costs: Lessons from the Finnish IT revolution", Francesco Daveri and Mika Maliranta, in Economic Policy (2007), 118-175; January
- "The IT revolution across the United States", Francesco Daveri and Andrea Mascotto, The Review of Income and Wealth (2006), 569-602; December
- "Italy's decline: getting the facts right", Francesco Daveri and Cecilia Jona-Lasinio, Giornale degli Economisti e Annali di Economia (2005), 365-410
- "Delayed IT usage: is it really the drag on European productivity?", CESifo Economic Studies (2004), 397-421
- "Not Only Nokia. What Finland tells us about New Economy Growth", Francesco Daveri and Olmo Silva, Economic Policy (2004), 117-163; April;
- "The New Economy in Europe, 1992-2001", Oxford Review of Economic Policy (2002), 345-362
- "Unemployment, growth and taxation in Industrial Countries", Francesco Daveri and Guido Tabellini,  Economic Policy (2000), 47-101
- "Where do migrants go?", Francesco Daveri and Riccardo Faini, Oxford Economic Papers (1999), 595-622
- “Investing in human or physical capital: theory and cross-country evidence”, Economic Notes (1997), 49-73;
- “Orientamenti ideologici dei Governi e risultati macroeconomici delle politiche”, with Silvia Bartolaminelli, Politica Economica (1996); 205-228
- “Costs of entry and exit from financial markets and capital flows to Developing Countries”, World Development (1995), 1075-1085;

- “Stabilizzazione temporanea: conseguenze dinamiche per output e inflazione”, Note Economiche (1992), 378-395;
- “Politica economica e crescita di lungo periodo: possibilità e limiti della politica di bilancio”, with Alessandro Vaglio, Giornale degli Economisti (1991), 269-296
- “Sull'attuazione delle riforme economiche nei Paesi in via di sviluppo”, Politica Economica (1991)
- “Motivazioni egoistiche ed altruistiche dell'aiuto italiano allo sviluppo”, Rivista Internazionale di Scienze Economiche e Commerciali (1989), 543-572
- “La misurazione del capitale: problemi teorici, la metodologia di calcolo, un'applicazione all'Italia”, Rassegna Economica (1988), 305-348

## Libri pubblicati
- Economia dei paesi in via di sviluppo, Bologna, il Mulino, 1996. ISBN 88-15-05557-6
- Innovazione cercasi. Il problema italiano, Roma-Bari, Laterza, 2006. ISBN 88-420-8010-1
- Centomila punture di spillo. Come l'Italia può tornare a correre, con Carlo De Benedetti e Federico Rampini, Milano, Mondadori, 2008. ISBN 978-88-04-59277-8
- Stranieri in casa nostra. Immigrati e italiani tra lavoro e legalità, Milano, Università Bocconi Editore, 2010. ISBN 978-88-8350-165-4
- Crescere si può, intervista a cura di Sergio Levi, Bologna, il Mulino, 2012. ISBN 978-88-15-24045-3